# Kwas pimelinowy
Kwas pimelinowy – organiczny związek chemiczny z grupy kwasów dikarboksylowych.
Pochodne kwasu pimelinowego uczestniczą w biosyntezie lizyny i biotyny.